# Necropoli di Macchiabate
La necropoli di Macchiabate è un sito archeologico nel comune di Francavilla Marittima in provincia di Cosenza. Il sito si trova all'interno del Parco archeologico didattico di Francavilla, su un terrazzo pianeggiante delimitato dai torrenti Raganello e Dardania, a poca distanza dall'altro sito del parco, il Timpone della Motta, che era la città alla quale apparteneva la necropoli.
L'area cominciò ad essere utilizzata come necropoli dal IX secolo a.C. dal popolo italico degli Enotri, con funzione non solo di sepoltura, ma anche apotropaica. 
La fondazione della colonia greca di Sibari, nel XII secolo a.C., portò un'influenza culturale e commerciale che fece poco a poco diminuire l'utilizzo della necropoli, che fu definitivamente abbandonata nel VI secolo a.C..

## Scavi
Tra il 1963 e il 1969 l'archeologa italiana Paola Zancani Montuoro, che aveva già svolto degli scavi nella vicina area del Timpone della Motta, individuò circa 150 sepolture, coperte da cumuli di sassi e pietre. Con l'inizio degli scavi nella necropoli si rafforzò la convinzione, sostenuta negli anni soprattutto dall'archeologa Marianne Kleibrink, che nel sito del Timpone si potesse identificare l'antica città greca di Lagaria.
Dal 2008 le ricerche archeologiche sono riprese su iniziativa dell’Università di Basilea sotto la giuda di Martin Guggisberg. Le nuove campagne di scavi, precedute da indagini georadar, si sono concentrate in diverse zone del sito e hanno portato alla luce nuove sepolture, portando il totale delle tombe scoperte a quasi 200.

## Sepolture
Le tombe rinvenute nel sito sono tutte a inumazione, cioè scavate nel terreno. Se ne possono comunque identificare diverse tipologie:
- di tipo "monumentale", ovvero con fosse grandi, con la base pavimentata e con pietre di maggiori dimensioni, a volte con la funzione di recinzione;
- di tipo circolare o ovale, con una fossa meno profonda, senza rivestimenti o pavimentazioni, coperte da sassi e terra;
- a enchytrismos, ossia la sepoltura di un neonato o un bambino molto piccolo in posizione rannicchiata, all'interno di un pithos in terracotta.[1]

## Reperti
All'interno di alcune delle tombe più importanti della necropoli sono stati rinvenuti molteplici reperti disposti come corredo funerario, tra cui monili in bronzo e ferro (bracciali, anelli, sigilli, cinturoni, spille) e manufatti in terracotta, tra cui spicca una coppa di provenienza fenicia. Una parte dei reperti è attualmente esposta al Museo archeologico nazionale della Sibartide.